# Similis similem appetit
Similis similem appetit  лат.(изговор: симилис симилем апетит) Сличан сличног тражи.

## Значење
Сличан увијек нађе себи сличног. ("фатална привлачност")

## У српском језику
У српском језику се каже:
| „ | Нашла врећа закрпу. | ” |